# 李可明
李可明（1927年—），笔名可明，男，吉林省吉林市人，中国摄影家，曾任中国摄影家协会理事。